# Tallinna SÜ Esta
Tallinna SÜ Esta – estoński klub piłkarski z siedzibą w Tallinnie.

## Historia
Klub został założony jako JM Esta Tallinn. W 1936-1940 występował w najwyższej lidze Mistrzostw Estonii. Kiedy nastąpiła radziecka okupacja, klub został rozwiązany.

## Sukcesy
- Mistrzostwa Estonii:

wicemistrz: 1938
- Puchar Estonii:

finalista: 1940